# Tranås kuranstalt
Tranås kuranstalt, tidigare Tranås Vattenkuranstalt, är en kur- och brunnsinrättning i Tranås, som grundades 1899.
Initiativtagare var slaktaren Axel Andersson i Tranås. Han hade 1881 flyttat till Tranås och, då han av hälsoskäl tvingades uppsöka olika kurorter, såg han behovet av en lättillgänglig kurort på det småländska höglandet. Trots motstånd inom köpingen köpte han hösten 1898 upp mark för bygget och 14 januari 1898 bildades AB Tranås Vattenkuranstalt med Axel Andersson som VD. Byggplatsen för badhuset var en tomt mellan Ågatan och Svartån. Östanåparken uppläts av ägaren baron Hermelin som strövområde för badgästerna. I december 1899 hade man kommit så långt att man kunde anordna julbad i det nya badhuset och första året 1900 hade man 300 gäster i det nybyggda badhotellet. Baden anordnades efter Sebastian Kneipps kurer och kallades i vardagligt tal ofta "Kneippen". Tranås Vattenkuranstalt fick ett gott anseende särskilt sedan Henrik Tham 1905 blivit läkare vid anstalten och från 1914 också VD för företaget. År 1915 började Stockholms Pensionsstyrelse skicka reumatiker till Tranås, varvid verksamheten behövde bygga ut. År 1924 tillkom Riksförsäkringsverkets sjukhem, som invigdes av kronprins Gustav Adolf. 
År 1936 bytte anläggningen namn till Tranås kuranstalt.
Fritiof Nilsson Piraten, som 1921–1930 var bosatt i Tranås, har skildrat badhotellet i novellen Högvilt i novellsamlingen Flickan med bibelspråken.